# Gustaf Ankarcrona
Sten Gustaf Herman Ankarcrona (Huskvarna, 11 maggio 1869 – Tällberg, 17 settembre 1933) è stato un pittore svedese.
Giovane studente in Germania, fu apprezzato paesaggista, ma non disdegnò i dipinti storici e mitologici e i lavori da costumista.